# IC 2230
IC 2230 је галаксија у сазвјежђу Рак која се налази на листи објеката дубоког неба у Индекс каталогу.
Деклинација објекта је + 25° 41' 7" а ректасцензија 8h 10m 56,5s. Привидна величина (магнитуда) објекта IC 2230 износи 14,6 а фотографска магнитуда 15,6. IC 2230 је још познат и под ознакама CGCG 119-7, NPM1G +25.0161, PGC 22944.